# カカオマス
カカオマス（cocoa mass、まれにcacaomas）とは、カカオ豆の胚乳を発酵、乾燥、焙煎、磨砕したもの。外皮と胚芽は工程中で除去される。液体のものをカカオリカー、冷却・固化したものをカカオマスと呼ぶ。主にココアパウダー、チョコレートの原料として利用される。

## カカオマスの製法

### 原産地での工程

#### 収穫・発酵
カカオの実は年2 - 3回収穫される。収穫後すぐに実(カカオポッド)を割り、種子周囲のパルプ(白色の果肉)ごと取り出し、発酵させる。
発酵はバナナの葉でくるむ、若しくは木箱に入れて行い、むらができぬよう毎日撹拌する。
発酵期間は豆の種類によって異なるが、概ね一週間前後とされている。

#### 乾燥・出荷
充分に発酵した豆は、速やかに天日若しくは乾燥機で水分を除去する。
輸送・保管中のカビの原因となるため、水分は6%以下になるようにする。
麻袋などに60kg程度ずつ袋詰めし、船便で出荷する。

### 加工地での工程

#### 選別・焙炒・分離
到着したカカオ豆は選別機（クリーナー）を通され、篩（ふるい）や送風機の風、磁石などによって異物を除かれ、人の目視によって最終選別される。
ビーンズロースト法（豆ロースト法）ではこの後、焙煎機（ロースター）で熱風を当て、コーヒー豆と同じように焙煎される（但しコーヒー豆の焙煎温度は230-250℃、アーモンドやピーナッツでは170-180℃、カカオ豆の場合は110-150℃である）。
焙煎の済んだカカオ豆は粗く粉砕され、風選機(ふうせんき)（セパレーター/ハスカー/ウィノワー）によってハスク（外皮）と胚芽を取り除かれる。
ハスクを取り除き、粗く粉砕されたカカオ豆は、カカオニブ (cacao nibs)と呼ばれる。

#### 磨砕
カカオニブは磨砕機（グラインダー/リカーミル）によって直径約100μm程度まで磨り潰される。
カカオニブには約55％の脂肪分が含まれているため、細かく磨り潰すと液状になる。
この磨り潰されたペーストがカカオリカーである。

### カカオマスの焙炒法
カカオ豆のロースト方法は、上記のビーンズロースト法の他に、ニブロースト法とリカーロースト法がある。
ニブロースト法
ロースト前にハスクの除去を行い、カカオニブのみを焙煎する方法。
リカーロースト法
ハスク除去、カカオニブ磨砕を先に行い、液体のカカオリカーを焙煎する方法。
プレロースト
ニブロースト法などの場合、本ローストの前に、ハスクを除去しやすくするため短時間熱風を当てる。
またココアパウダー用のカカオマスを製造する際は、ロースト前にアルカリ剤などを添加し、風味・色調の調整を行う場合がある。

## カカオマスを原料とする製品

### ココアパウダー・ココアバター
カカオマスには約55％のカカオ脂肪分（ココアバター）が含まれている。
プレス機でカカオリカーを適度に圧搾し、ココアバターを取り除いたものをココアケーキと称し、ココアミルでココアケーキを粉砕して粉末状にしたものがココアパウダーである。
ココアパウダーの脂肪分は約11% - 23%程度である。

### チョコレート
カカオマスはそれぞれのメーカーの嗜好に合わせて数種類がブレンドされ、チョコレートに加工される。ブレンドはカカオニブやカカオリカーの段階で行われる場合もある。カカオマスに砂糖、粉乳、ココアバター、植物油などを加えて均一に混合したものは、チョコレートの元でありチョコレートドゥと呼ばれる。チョコレートドゥはその後、レファイナーによる最終磨砕、コンチェ（コンチングマシン）による精錬、テンパリング（温調）による脂肪結晶の生成、成型、包装、エージング（結晶安定化）など多くの工程を経て、製品としてのチョコレートになる。

## カカオマスの栄養成分
カカオマスには食物繊維も豊富で、約10%の食物繊維が含まれている。
詳細はチョコレートを参照のこと。